# Salsa vizcaína
La salsa vizcaína es una salsa muy versátil empleada en la gastronomía vasca. Se emplea generalmente en la preparación de pescados, la mayoría de las veces bacalao. También se la emplea habitualmente en preparados de carnes y/o verduras.

## Características
Sus ingredientes son: la pulpa de unos pimientos choriceros previamente hidratados en agua caliente (aconsejan que en ningún caso se empleen ñoras) y la cebolla roja todo ello finamente picado. Se fríen en una sartén (o en una cazuela de barro) con un poco de aceite (hay recetas que emplean manteca de cerdo) y se ligan empleando harina con fumet o un fondo, según el uso final que se le quiera dar. El contenido se suele pasar por un Colador chino varias veces y el sobrante se machaca con un mortero y se incorpora posteriormente.
Aunque la receta original no utiliza salsa de tomate, algunas recetas la incluyen. Los expertos no se ponen de acuerdo y generalmente se incluye el tomate en las recetas elaboradas fuera de España. Un truco muy mencionado por los cocineros es el empleo de galletas maría con el objeto de aumentar la ligazón final de la salsa.

## Usos
Existen muchos platos a los que se añade esta salsa, pero quizá el más conocido con pescado sea el bacalao a la vizcaína. Con cerdo uno de los platos más mencionados son las "Manos de cerdo con salsa vizcaína"; también tienen mucha fama toda serie de despojos como morros, callos, lengua y es una receta muy importante en algunos lugares del País Vasco para la preparación de los caracoles, en estos casos también se añade tocino, jamón o chorizo picado a la preparación.